# Runcu (okręg Jassy)
Runcu – wieś w Rumunii, w okręgu Jassy, w gminie Țibana. W 2011 roku liczyła 516 mieszkańców.